# Joelia Skokova
Joelia Igorevna Skokova (Russisch: Юлия Игоревна Скокова) (Jekaterinenburg, 1 december 1982) is een voormalig Russisch langebaanschaatsster. Ze nam twee keer deel aan de wereldkampioenschappen voor junioren, zes keer aan de EK allround, zes keer aan de WK allround, vijf keer aan de WK afstanden en een keer aan de Olympische Winterspelen (2014).

## Carrière
De eerste keer dat ze deelnam aan de wereldkampioenschappen schaatsen voor junioren was op het WK van 2001 in Groningen, daarbij eindigde als 15e in het allround klassement en op de afstanden kwam ze ook niet tot een topprestatie. Haar beste prestatie was een 15e plaats op de 1500 en 3000 meter. Een jaar later nam ze weer deel aan het WK voor junioren, ditmaal in Collalbo. Ze deed het niet veel beter en werd 14e in het allround klassement en ook op de afstanden kwam ze niet in de buurt van de medailles. Haar beste prestatie behaalde ze op de 500 meter, daarop eindigde ze als 10e.
Sindsdien maakte ze regelmatig deel uit van de Russische vertegenwoordiging in de World Cup, maar vanaf 2007 is Skokova een vaste deelnemer aan wedstrijden in het World Cup circuit. In 2004 nam ze voor het eerst deel aan een groot internationaal kampioenschap bij de senioren, in Thialf reed ze het EK allround en eindigde daarbij als 16e. Vier jaar later deed ze voor de tweede maal mee aan het EK allround, ditmaal deed ze het iets beter en werd ze 12e.
Bij de nationale allroundkampioenschappen van Rusland eindigde ze acht keer op het erepodium, in 2014 en 2015 werd ze kampioene, in 2010 tweede en eindigde vijk keer als derde.
Nadat de Italiaanse trainer Maurizio Marchetto voorjaar 2015 vertrok, Skokova hierover protesteerde en vervolgens buiten de nationale selectie werd geplaatst, besloot ze in overweging te nemen haar nationaliteit te wijzigen. Dat deed ze echter niet, wel richtte ze voor seizoen 2015/2016 haar eigen ploeg Team New Wave op. In 2018 besloot ze te stoppen met schaatsen.

## Persoonlijke records
| Afstand    | Tijd    | Datum            | Baan           |
| ---------- | ------- | ---------------- | -------------- |
| 500 meter  | 39,00   | 22 maart 2014    | Heerenveen     |
| 1000 meter | 1.15,33 | 17 november 2013 | Salt Lake City |
| 1500 meter | 1.53,87 | 16 november 2013 | Salt Lake City |
| 3000 meter | 4.08,40 | 4 december 2009  | Calgary        |
| 5000 meter | 7.18,50 | 23 maart 2014    | Heerenveen     |

## Resultaten
| Jaar      | EK allround          | WK allround            | WK afstanden                          | Wereldbeker                                 | Olympische Spelen                                 | WK junioren          |
| --------- | -------------------- | ---------------------- | ------------------------------------- | ------------------------------------------- | ------------------------------------------------- | -------------------- |
| 2001      |                      |                        |                                       |                                             |                                                   | 15e (23, 15, 16, 15) |
| 2002      |                      |                        |                                       |                                             |                                                   | 14e (10, 12, 17, 12) |
| 2003      | 13e (13, 15, 12, 12) | NC14 (13, 17, 15, -)   | 15e 1000m 15e 1500m                   | 40e 1000m 23e 1500m                         |                                                   |                      |
| 2004      | 16e (7, 14, 26, 14)  |                        |                                       | 46e 500m 40e 1000m 23e 1500m 44e 3k/5k      |                                                   |                      |
| 2005-2007 |                      |                        |                                       |                                             |                                                   |                      |
| 2008      |                      |                        |                                       | 44e 1000m 29e 1500m 49e 3k/5k               |                                                   |                      |
| 2009      |                      |                        |                                       | 39e 1000m                                   |                                                   |                      |
| 2010      |                      |                        |                                       | 39e 3k/5k                                   |                                                   |                      |
| 2011      | 12e (4, 18, 8, 11)   |                        | 21e 1500m                             | 44e 500m 28e 1000m 19e 1500m                |                                                   |                      |
| 2012      | 6e · (, 10, , 10)    | NC15 (5e, 23e, 12e, -) | 4e Achtervolging 8e 1500m             | 17e 1000m 07e 1500m 35e 3k/5k               |                                                   |                      |
| 2013      |                      |                        | 7e 1500m                              | 30e 1000m 20e 1500m                         |                                                   |                      |
| 2014      | 5e · (, 7e, , 8e)    | 4e · (, 6e, , 6e)      |                                       | 36e 500m 08e 1000m 04e 1500m 24e 3k/5k      | 16e 1000m · 05e 1500m · 08e 3000m · Achtervolging |                      |
| 2015      | 8e · (, 7, 7, 8)     | NC16 (9e, 22e, 7e, -)  | 16e 1000m · 10e 1500m · Achtervolging | 46e 500m 24e 1000m 09e 1500m 12e 3k/5k      |                                                   |                      |
| 2016      |                      | NC10 (6, 13, 7, -)     |                                       | 35e 1500m 32e 3k/5k                         |                                                   |                      |
| 2017      |                      |                        |                                       | 0p 1000m 35e 1500m 43e 3k/5k 31e massastart |                                                   |                      |
| 2018      |                      | NC15 (13, 16, 15, -)   |                                       | 0p 500m 48e 1000m 08e 1500m 41e 3k/5k       |                                                   |                      |

NC# = niet gekwalificeerd voor de laatste afstand, maar wel als # geklasseerd in de eindrangschikking
(#, #, #, #) = afstandspositie op allroundtoernooi (500m, 3000m, 1500m, 5000m) of op juniorentoernooi (500m, 1500m, 1000m, 3000m).
- = geen deelname